# Biblioteca Palafoxiana
La Biblioteca Palafoxiana és una biblioteca ubicada en el centre històric de Puebla, a l'estat mexicà de Puebla, fundada el 1646. Està reconeguda per la UNESCO com la primera i més antiga biblioteca pública de les Amèriques. Compta amb més de 45.000 llibres i manuscrits, que van des del segle xv fins al segle xx. El 2005, figurava al Registre de la Memòria del Món de la UNESCO.

## Història

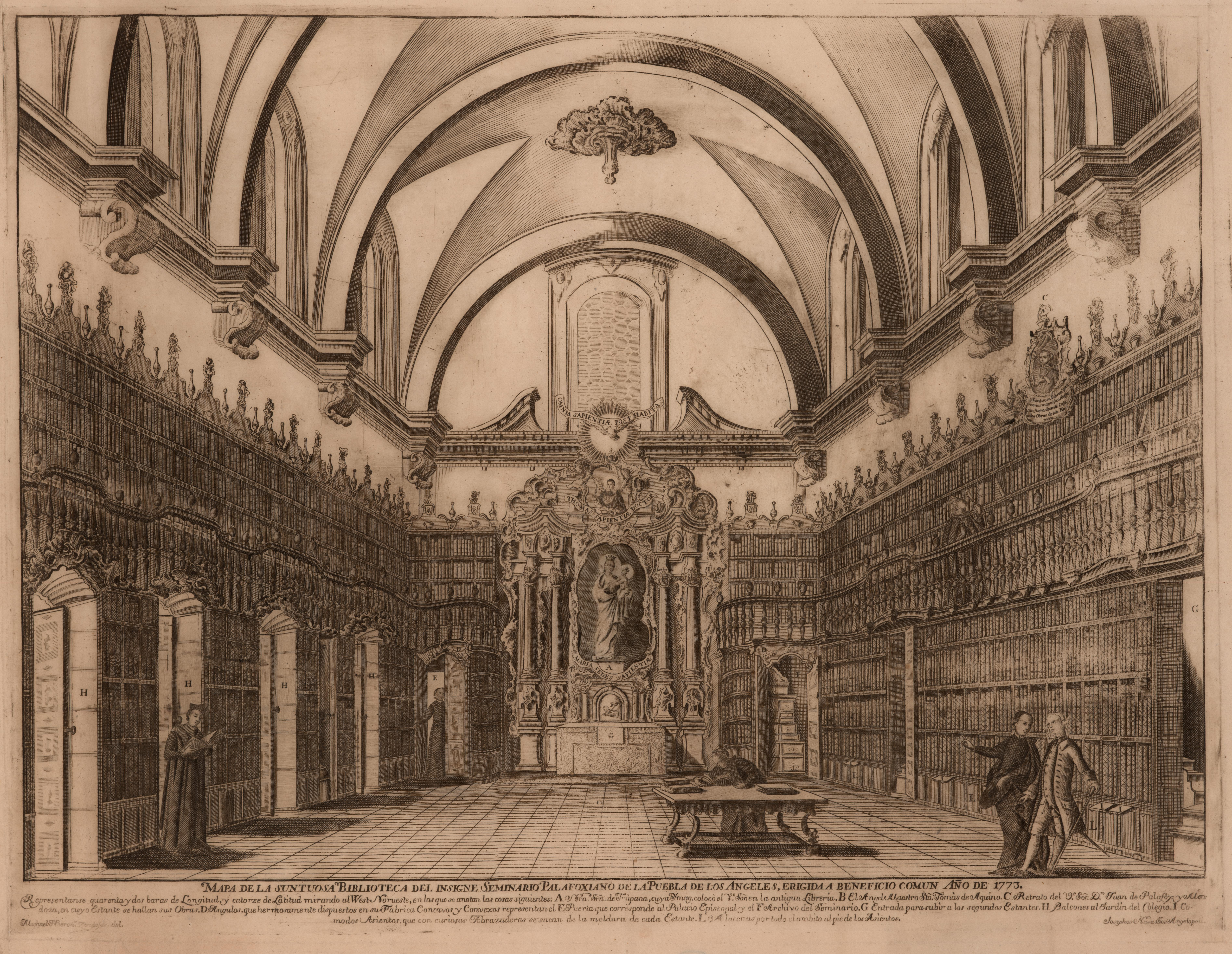
Il·lustració de 1773 de Miguel Jerónimo Zendejas. Col·lecció Biblioteca John Carter Brown.

Va ser fundada per Juan de Palafox y Mendoza, bisbe de Puebla, el 6 de setembre de 1646, que donà 5.000 dels seus propis llibres al Col·legi de San Juan —fundat per ell— a condició que es posessin a disposició del gran públic. Va escriure que "és molt útil i convenient que hi hagi en aquesta ciutat i regne una biblioteca pública, on tota mena de persones puguin estudiar com vulguin".

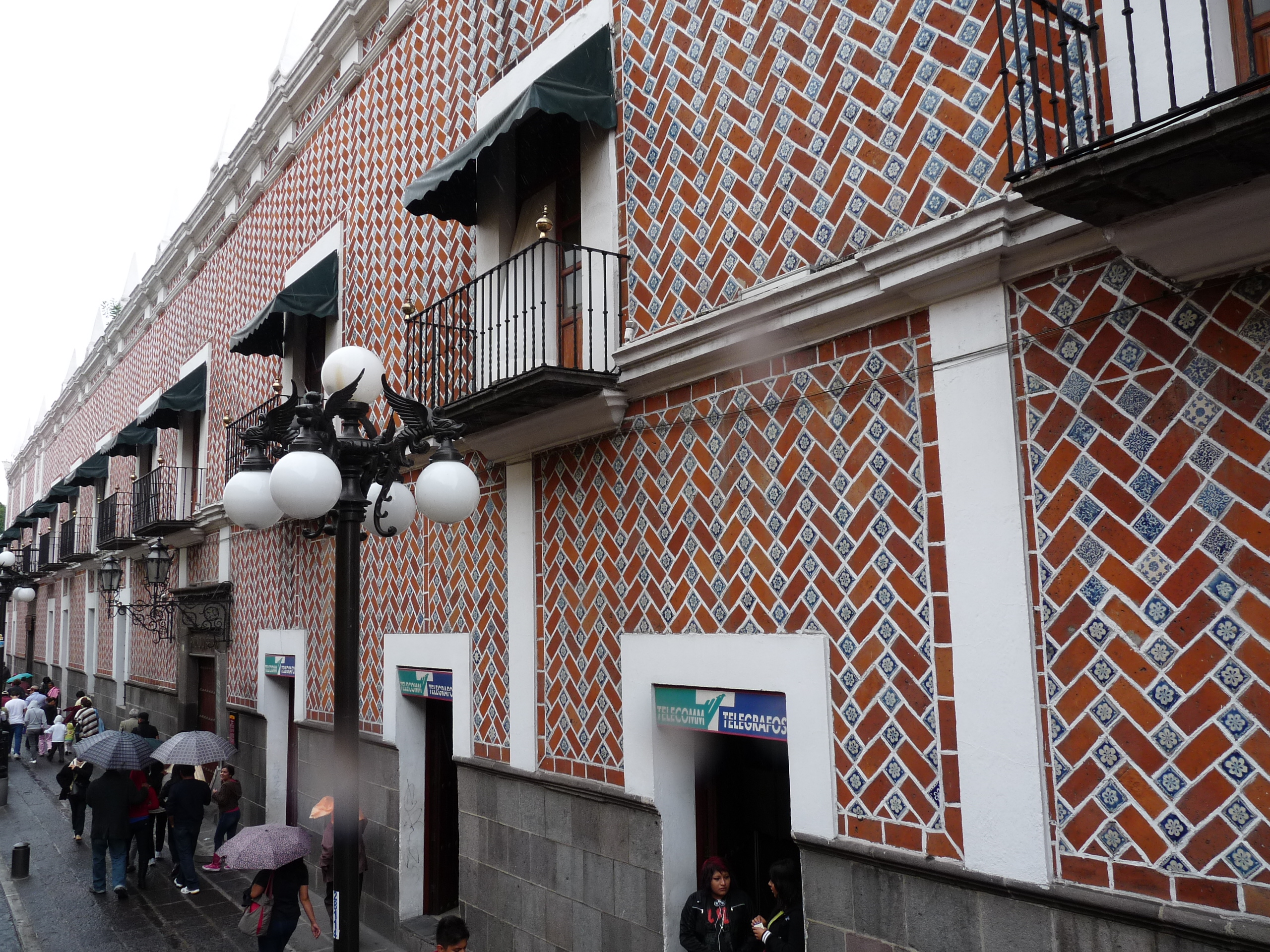
La façana exterior, coberta amb ceràmica colonial de Talavera

Francisco Fabián y Fuero va ordenar la construcció de la nau de la actual Biblioteca Palafoxiana. Es van incorporar la seva pròpia col·lecció i així com les dels bisbes Manuel Fernández de Santa Cruz i Francisco Pablo Vázquez i la del degà de la catedral Francisco Irigoyen, així com els volums de les escoles religioses i particulars de Puebla. També es van afegir llibres confiscats als jesuïtes després de la seva expulsió el 1767. La biblioteca es va acabar el 1773, i consistia en un vestíbul amb volta de 43 metres de llarg al segon pis del Col·legi. Es van construir dos nivells de prestatgeries i es va adquirir un retaule de la Mare de Déu de Trapani de Nino Pisano. A mitjan del segle xix, la mida de la col·lecció va necessitar un tercer nivell de prestatgeries.
El 1999, dos terratrèmols van causar danys a l'edifici i les prestatgeries i van provocar un programa de restauració el 2001. El 1999, acullia l'Institut d'Investigacions Bibliogràfiques que s'ha encarregat de publicar "Los Impresos de la Biblioteca Palafoxiana" promovent el valor històric de les col·leccions i del seu museu.
El 2008, va organitzar una exposició sobre “la història de les Arts Gràfiques de Puebla, Nueva España, la península Ibèrica i Anvers” amb un apartat dedicat a la feina que feien les dones a les impremtes durant els segles XVI, XVII i XVIII i que va compta amb peces de la Impremta de la Diputació de Lleida.

## Col·leccions
La Biblioteca Palafoxiana té llibres i manuscrits des del segle xv fins al segle xx. Té tres col·leccions principals: llibres antics, manuscrits i fulletons i fulls de càlcul. També té nou incunables. El text més antic de la biblioteca és la Crònica de Nuremberg del 1493.